# Lomandra longifolia
Lomandra longifolia är en sparrisväxtart som beskrevs av Jacques-Julien Houtou de La Billardière. Lomandra longifolia ingår i släktet Lomandra och familjen sparrisväxter. Inga underarter finns listade i Catalogue of Life.

## Bildgalleri

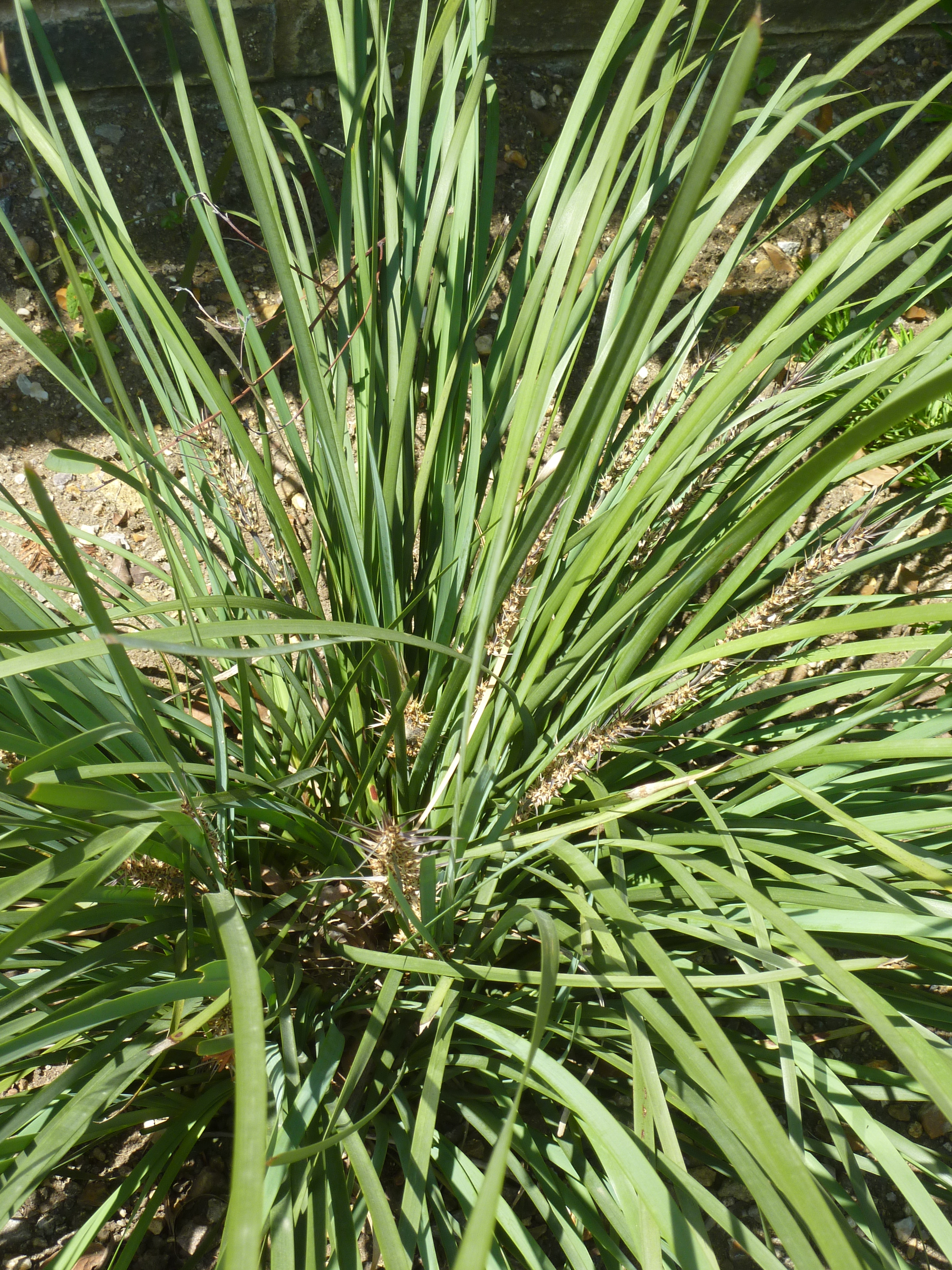
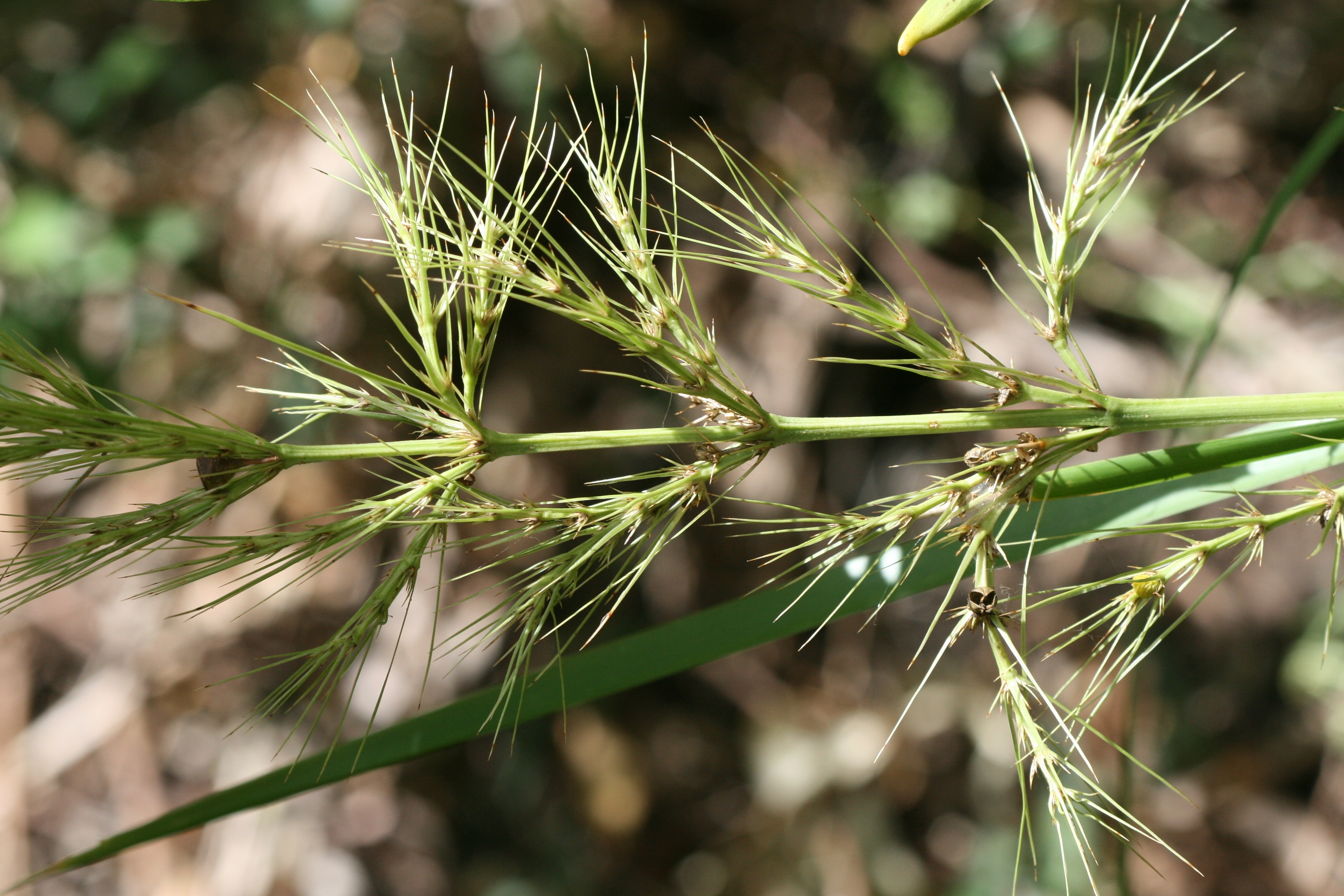
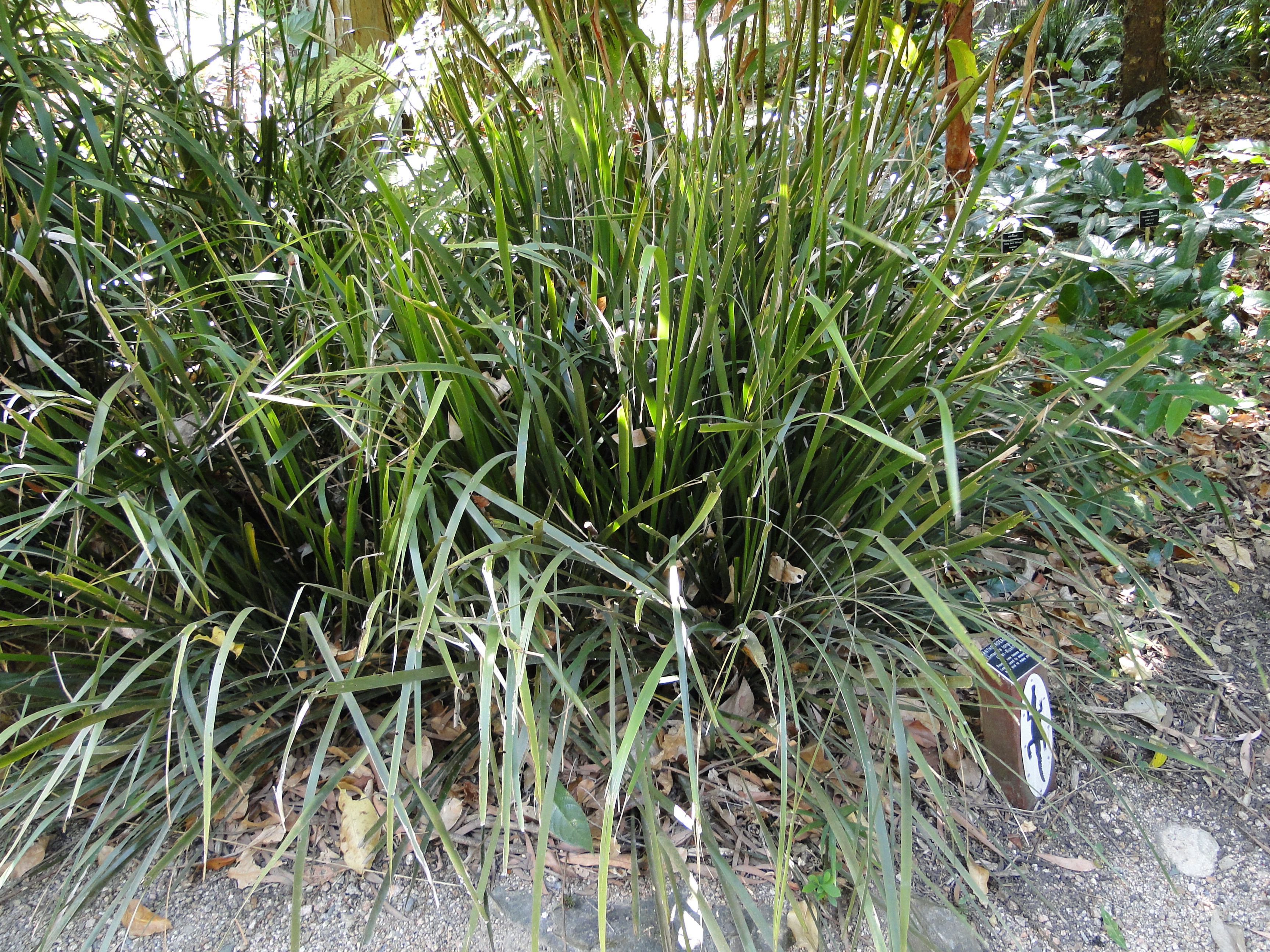
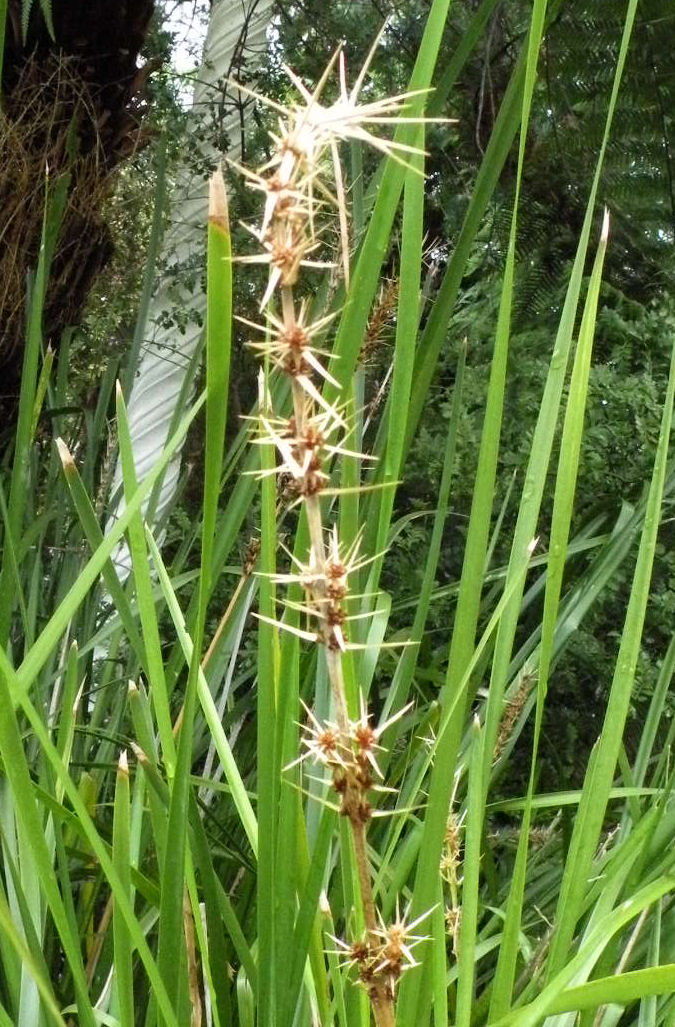